# إريك راسموسن (مدرب كرة اليد)
إريك راسموسن (بالدنماركية: Erik Veje Rasmussen) (و. 1959  م) هو مدرب كرة يد، ولاعب كرة يد، من الدنمارك، شارك في الألعاب الأولمبية الصيفية 1984، يلعب كظهير ‏.

## روابط خارجية
- إريك راسموسن على موقع الاتحاد الأوروبي لكرة اليد (الإنجليزية)
- إريك راسموسن على موقع أوليمبيديا (الإنجليزية)